# Disciplina escolar
Se entiende por disciplina escolar que los alumnos deben de seguir un código de conducta conocido por lo general como reglamento escolar. Este reglamento, por ejemplo, define exactamente lo que se espera que sea el modelo de comportamiento, el uniforme, el cumplimiento de un horario, las normas éticas y las maneras en las que se definen las relaciones al interior del centro de estudios. Dicho reglamento contempla además una normatividad respecto al tipo de sanción que se debe seguir en el caso en que el estudiante incurra en la violación de la norma. En dicho caso, es posible que algunos centros pongan más el énfasis en la sanción que en la norma misma. La pérdida del respeto por la norma al interior del aula de clase es conocida como "indisciplina". Aparte de las concepciones que se tengan sobre la disciplina, ésta depende en gran medida del nivel de relaciones que se establece dentro del aula de clase, del interés que el educador puede motivar en el educando y del nivel de comunicación que se establece. Se puede hablar también de disciplina dentro de ambientes de trabajo y en general en cualquier conglomerado humano en donde la norma sea necesaria para garantizar el cumplimiento de unos objetivos.
El objetivo de la disciplina escolar es, de acuerdo a los establecimientos que la integran, la salvaguardia del orden, de la seguridad y del trabajo armónico de la educación dentro del aula de clases. Se argumenta que en una clase en la cual el educador encuentra difícil mantener el orden y la disciplina, los estudiantes pueden desmotivarse y tensionarse, y por lo tanto, el clima educativo disminuye su calidad, lo que puede llegar a la falencia en el cumplimiento de los propósitos y metas. 
La imposición de la disciplina en algunas escuelas, por otro lado, puede estar motivada por otros objetivos no académicos, por lo general morales. Por ejemplo, en muchas sociedades de fuertes raíces religiosas, el reglamento puede subrayar una evidente ética religiosa e imponer una disciplina que va más allá del aula de clases, especialmente en lo que compete a internados . Entre los deberes pueden verse registradas normas como la asistencia a los servicios religiosos, la participación deportiva, el horario de comidas, la conformación de una estructura de autoridad al interior de la "casa", un estricto control del tiempo de sueño, un sistema burocrático para la solicitud de permisos de salida o de visitas y muchos otros casos. Dichos reglamentos externos al aula pueden ser impuestos de manera absoluta y en algunos casos pueden ser sancionados con castigos corporales para el caso de menores de edad en la más extrema circunstancia o la pérdida de ciertos privilegios en otros.

## Historia

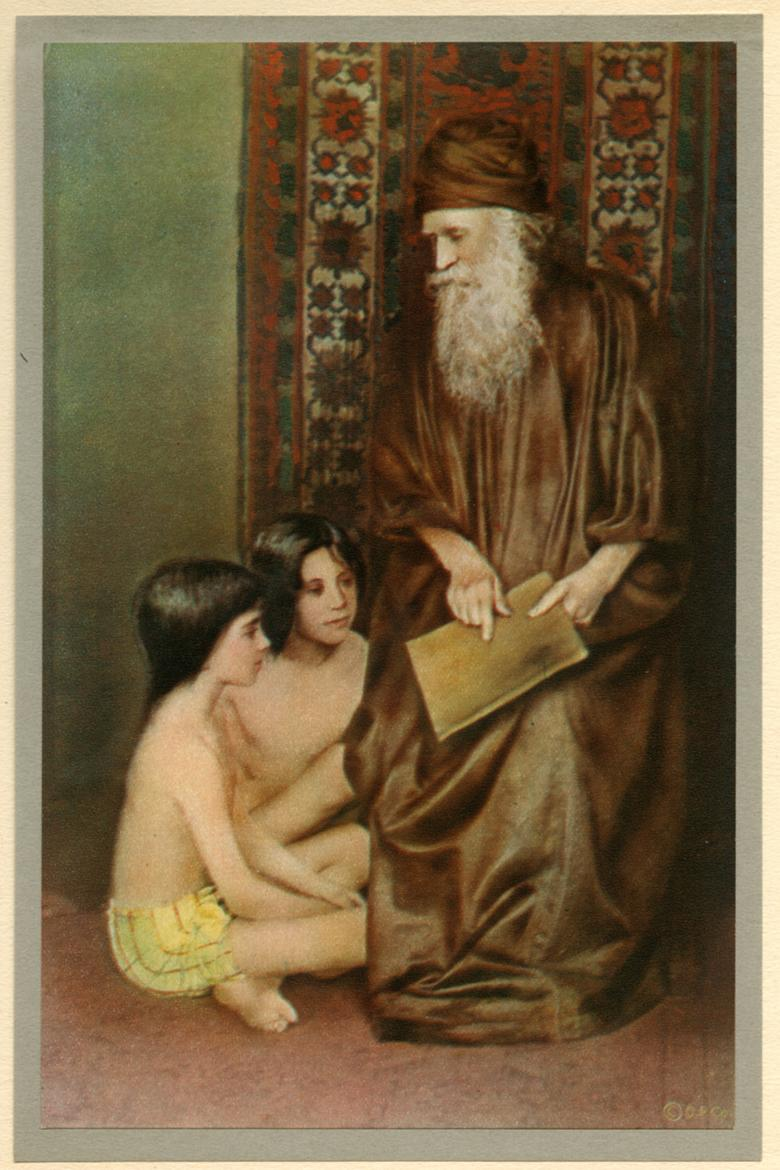
Un maestro enseña a dos muchachos a leer. Los muchachos están sentados por tierra y no llevan camisa, señal de humildad y plena obediencia a su educador.

Artículo principal: Historia de la educación
La historia de la disciplina tanto al interior de la escuela como de la familia, puede ser trazada desde la viejo entre muchos pueblos. Destacan los griegos, por ejemplo con la educación espartana, que era bastante rígida y que incluía el castigo físico como parte fundante de manera que el muchacho llegara al estado de plena ciudadanía. La educación entre los pueblos semíticas como los hebreos contemplaba también una rígida disciplina. Al respecto dice el Libro del Eclesiástico que "el que ama a su hijo, le azota sin cesar". La forma más común de ejercer la disciplina fue entonces por medio del castigo corporal y se esperaba que el profesor actuara como un "padre sustituto" y por lo tanto era su deber administrar la disciplina y el orden incluso con castigos físicos tal como se espera de un padre de familia. La manera más tradicional de castigar al estudiante era (y continúa a ser en algunas sociedades del mundo), por medio de golpes dados con la regla, una caña e incluso pellizcos. Sin embargo, existen evidencias de que no siempre fue así desde antiguo y que la opción por una educación que omite el castigo físico estuvo ya presente.
En muchas culturas de la antigüedad como la egipcia, griega, babilonios y fenicios, la educación era dirigida solo a las élites y sólo 
algunas culturas consideraron la educación como una actividad pública, entre ellas los hebreos con su "be rav" o "bet rabban" (Casa del Maestro) o también conocida como "bet sefer" (Casa del Libro) que pudo haber iniciado hacia el 459 a. C. con Esdras y la Gran Asamblea, y que ejercía la educación pública en Jerusalén, especialmente a muchachos huérfanos mayores de 16 años. Sin embargo, el responsable del desarrollo de ese tipo de educación sólo vendría con Joshua ben Gamla (64), el sumo sacerdote, quien abrió escuelas en cada aldea y auténticos jardines infantiles de la época para niños mayores de 6 años. Los gastos de la educación eran sufragados por la comunidad y los pupilos tenían que seguir una estricta disciplina que, sin embargo y de acuerdo a las recomendaciones de Samuel ben Shilat, tenía que ser firme pero afectiva con el pupilo evitando a toda costa los castigos físicos.
Por lo tanto, a través de la historia con lo que respecta a la disciplina escolar, se presenta una antagonía entre sistemas que dan un valor esencial al castigo físico como garantía del respeto y seguimiento de la disciplina y aquellos que buscan alternativas menos controversiales. Una y otra posición tiene sus límites, sin embargo.

## Lineamientos generales de la disciplina escolar
La disciplina debe configurarse dentro de principios generales aplicables a todas las instituciones educativas, los principios que se deben constituir como los lineamientos generales de la disciplina son, entre otros:

### Principio de Justicia
La medida correctiva debe ser proporcional a la falta cometida. Recuerde que la falta debe ser identificada plenamente y el o los infractores que la provocaron. En el proceso de investigación de las faltas, los implicados tienen el derecho de defenderse y por lo tanto proceden a 
Aplicar la justicia, no es aplicar castigo. Son acciones pedagógicas formativas que buscan el libre desarrollo de la personalidad de un estudiante sin afectar la de sus compañeros.

### Principio Formativo
Las medidas correctivas deben asignarse de manera impersonal evitando la humillación, especialmente delante de otros estudiantes. Evite las discusiones acaloradas. Recurra a otro momento y otro lugar para dialogar con el estudiante.

### Principio de Imparcialidad
Las correcciones disciplinarias deben hacerse con tacto, el estado de ánimo del docente no debe influir en las medidas correctivas. No es procedente actuar en el calor de la discusión y sobre todo cuando las medidas son drásticas. Se debe evitar el favoritismo o por el contrario la estigmatización. El comportamiento de los estudiantes son todos diferentes porque cada uno se desenvuelve en medios o grupos sociales diferentes.

### Principio de Eficiencia y Efectividad
Se debe colocar fin al desorden en el preciso instante en que se provoca. Las payasadas, el lenguaje vulgar, la insolencia, la altanería y hasta la pereza se deben tratar de manera impostergable, esto evita que la situación se salga de control. Por otro lado, las medidas correctivas son bien pensadas, son estratégicamente las acciones más adecuadas que mejorarán el comportamiento del estudiante de acuerdo a la falta cometida. (por ejemplo, si no realizó la tarea, de acción correctiva no le coloques a dar 20 vueltas a la cancha, para este caso la medida podría ser la de sustentar ante sus compañeros el tema de la tarea en la próxima clase).
Evite colocar tareas como castigo. No castigue a todo el grupo de estudiantes por el mal comportamiento de uno.

### Principio de Rigurosidad
Imponer el orden y el interés en el trabajo debe ser desde el inicio y hasta el final de las clases y esto debe ser durante todas las clases. Un docente puede dañar el proceso en toda la institución si este no está en la estrategia de los demás docentes. Retomar la disciplina es un trabajo más duro para el docente que le corresponde en la siguiente clase. El docente debe tener un plan de trabajo para todas sus clases y debe seguirlo de manera sostenida y estricta. Cuando el estudiante se da cuenta de que el docente está preparado este baja su nivel de tensión y aumenta el nivel de atención.
Asignadas las medidas correctivas, debe existir un responsable de realizar el seguimiento y control del comportamiento del estudiante en todos los contextos.

### Principio de Precisión
Investigue acerca del verdadero culpable o causante del comportamiento irregular. Identifique plenamente con evidencias irrefutables la falta cometida. Propóngale al infractor unas medidas correctivas alcanzables por él. Se debe llegar a la conciliación. Este es el punto exacto y preciso.
Llegue a clase lo más rápido posible y procure ser el último en salir del salón, sobre todo en aquellos salones donde se ha identificado la presencia de indisciplina colectiva.

### Principio de Evolución y Seguimiento

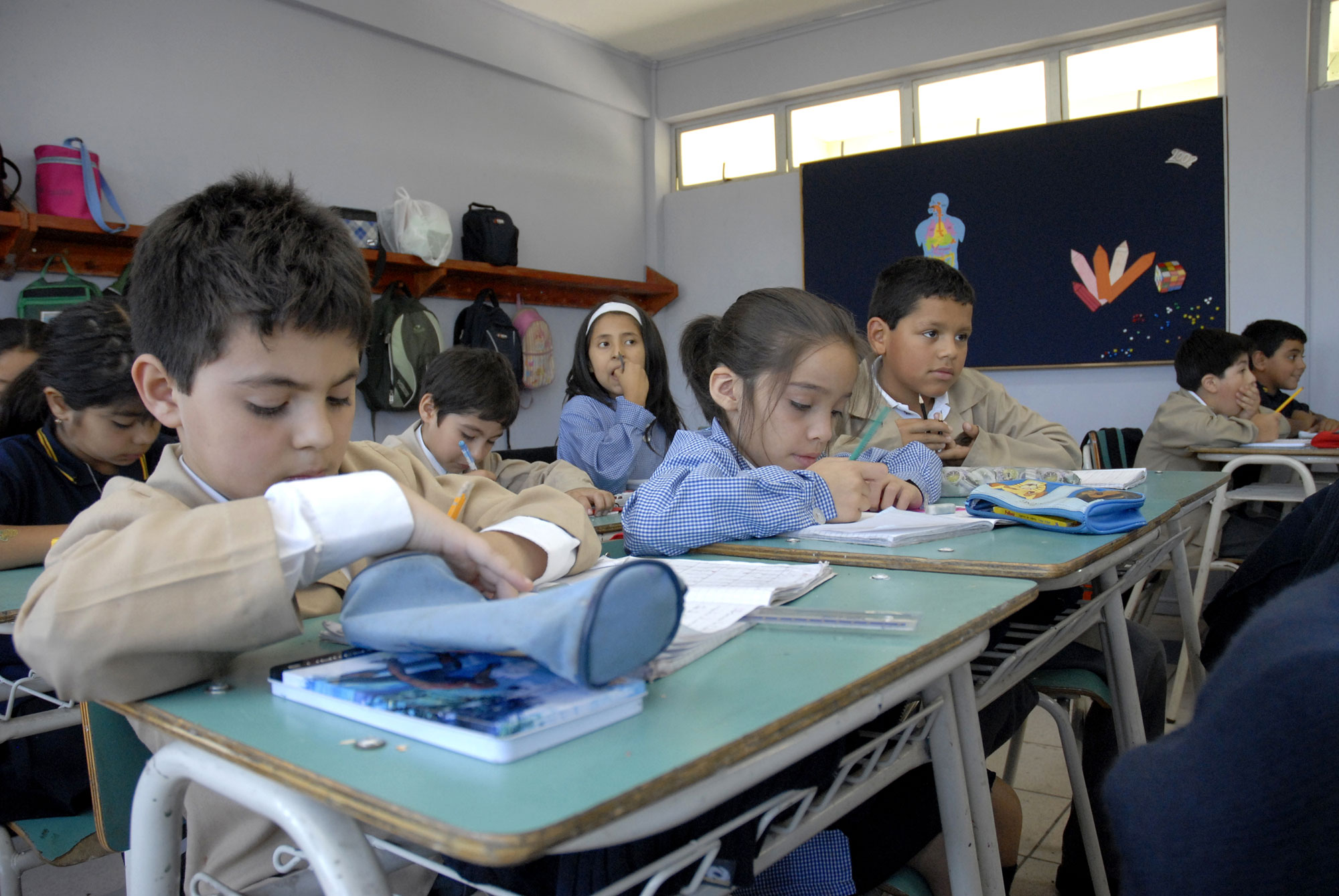
Escolares trabajando.

La disciplina es una forma de vida. Constantemente cambia de acuerdo a la motivación. El trabajo significativo es un arma poderosa contra la indisciplina. Evite dejar solos a los estudiantes. Construya un plan de seguimiento, establezca fechas para cumplir con compromisos claros y evaluables y si los correctivos dieron resultados positivos, de por terminado y archive el proceso disciplinario. Dele a conocer al implicado sus alcances y sobre todo, estimule positivamente para que inicie avances en el desarrollo académico.
Cuando la evolución del comportamiento del estudiante ha sido negativo, por ejemplo cuando se presenta la reincidencia, las medidas correctivas se vuelven más drásticas e impuestas por el régimen escolar o manual de convivencia.

### Principio de Solidaridad
Cuando un estudiante posee problemas disciplinarios, los afectados son todos los integrantes de la institución educativa. Por tal motivo a todos les compete el compromiso de mejorar. Los principales actores causantes de la indisciplina son los docentes desprevenidos, demasiadamente permisibles y sobre todo de aquellos que no tienen un plan de trabajo adecuado para cada grupo de estudiantes. En este caso los docentes deben formar un equipo que trabajan en pro de encauzar las medidas correctivas por una evolución positiva.
Coopere con los demás educadores a construir el imperio de la disciplina, la cordialidad y la seguridad. Cuando se han identificado los causantes de la indisciplina, es labor del equipo docente de trabajar en el asunto. Conozca las estrategias y los planes de mejoramiento y apoye el proceso.

### Sistema represivo

En rojo los países europeos en donde los castigos físicos son permitidos. En azul los países en donde son prohibidos únicamente en la escuela. En verde en donde son prohibidos en la escuela y en la familia.

La disciplina enfatizada en el castigo físico o la coerción a la norma, corresponde a lo que se conoce como "sistema represivo" y que entró en crisis a partir de la Revolución francesa en Europa. Dicho sistema, que estaba inspirado en una disciplina de origen inglés ("la letra con sangre entra"), contemplaba un respeto severo al superior el cual tenía que guardar distancia con los pupilos. Dicho sistema que primó en Europa y las Américas hasta el siglo XVIII, fue cuestionado ampliamente por numerosos estudiosos de la educación desde perspectivas humanistas, pero subsistió en ciertos sectores como algunos centros privados, especialmente de orientación religiosa, sociedades estrictamente conservadoras e instituciones de tipo militar. 
Sin embargo, los castigos físicos fueron por lo general problemáticos y causaron grandes conflictos, por ejemplo con familias en donde este no era la norma, contra las escuelas en donde estos se propinaban. A menos que sean estrictamente monitorizados, los castigos físicos pueden dar lugar al abuso. Con el tiempo crearon oposición en muchos países, especialmente occidentales, a partir del siglo XVIII hasta el punto de ser abolidos, situación a la que contribuyó una nueva concepción más humanista de la educación, la influencia de la psicología y los defensores de los derechos del niño que aún continúan presionando sobre aquellos países en donde el castigo físico es visto como la norma. Según un informe de la BBC, para el 2006 se contaban 109 naciones del mundo que habían abolido el castigo físico dentro de la formación escolar, pero todavía existen sociedades en donde no se concibe una educación sin ellos. 

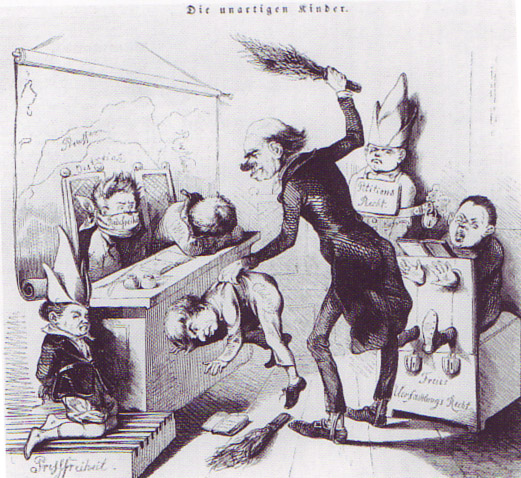
Caricatura política alemana que compara libertades civiles con trato a alumnos de la época

En su crítica a un estilo autoritario de educación y disciplina y a la falta de participación en lo que llama un sistema cerrado, dice el psicólogo Cornejo Chávez que dicho tipo de sistema es limitado y subordinado: 

"Como toda organización “totalizadora”, la escuela es una organización cerrada que, se resiste a incorporar los saberes y las prácticas que sus miembros construyen fuera de ella (en la vida cotidiana de profesores y principalmente de los alumnos). Otro rasgo central de esta organización cerrada es la administración de disciplina, que parece imposible, pudiera ser objeto de reflexión consciente entre sus miembros y menos de decisión conjunta. Esta disciplina es administrada desde la “normatividad”, es decir, mediante la distribución y manipulación  de recompensas y sanciones simbólicas, buscando el consentimiento moral de parte de los alumnos (previa internalización de las normas); o bien desde la coerción y la represión, apoyándose en la aplicación o amenaza de aplicación de sanciones físicas, la generación de frustraciones o el control forzado de satisfacciones. La administración de la disciplina, demanda la inversión de una gran cantidad de energía y determina la mayoría de los espacios cotidianos de la Escuela (desde el aula, hasta los recreos y reuniones técnicas). Además goza de un estatus de “independencia” respecto de las tareas propiamente pedagógicas

.
Los países y el castigo represivo escolar
Ver artículo principal: Castigos corporales en las escuelas por país
Si bien poco antes de la Revolución francesa, surgieron teorías a favor de una educación más democratizadora, éstas no fueron aceptadas por muchos años. Conforme fue finalizando el siglo XIX y avanzando el XX ya muchas reformas hubo en contra del sistema represivo. Sin embargo, Estados Unidos y Canadá siguen todavía permitiendo este tipo de correcciones, y hace pocos años Nueva Zelanda y el Reino Unido abolieron estas actividades.

### Sistema preventivo salesiano

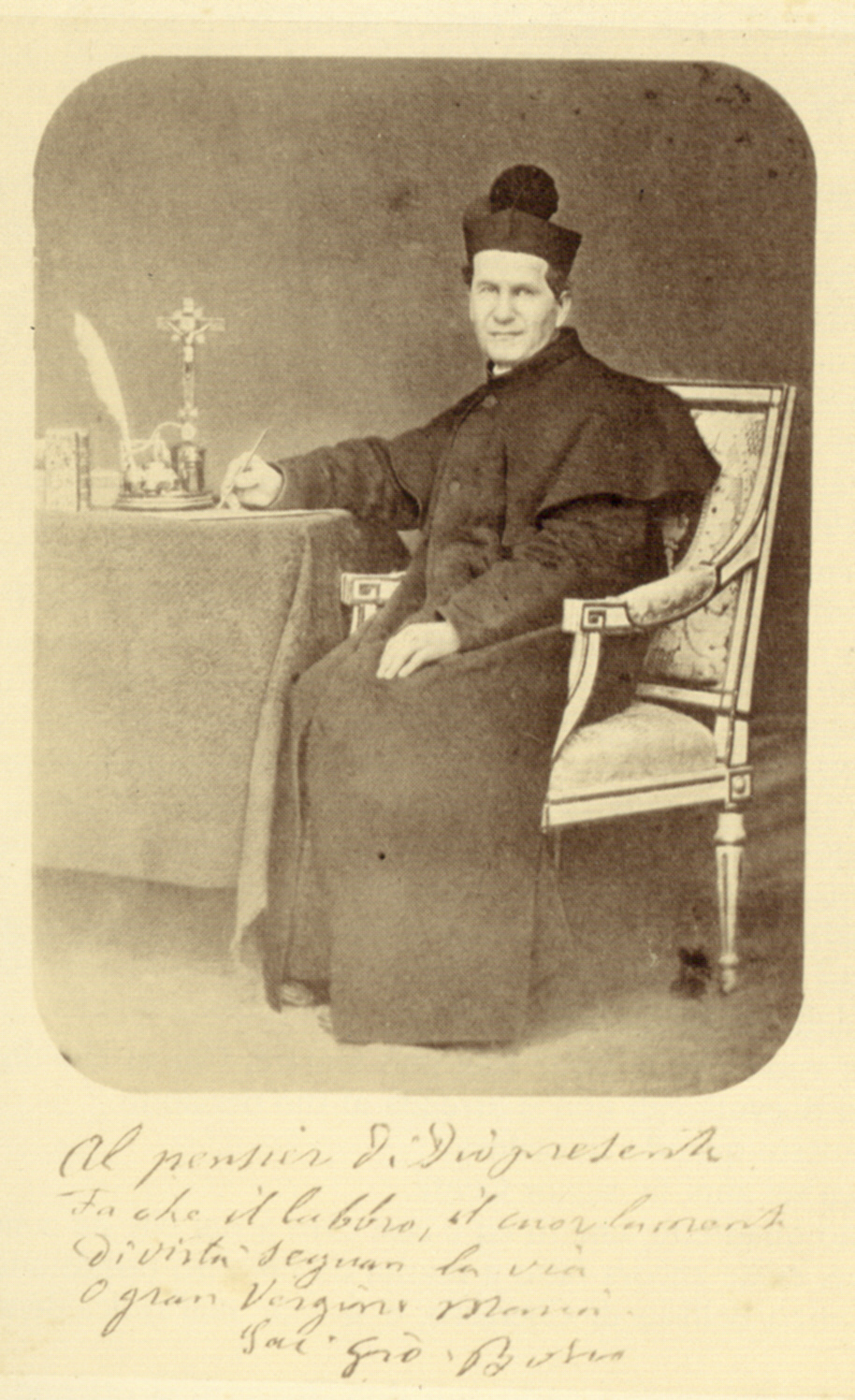
Don Bosco, en su apostolado en favor de los niños abandonados en Turín, aportó a la historia de la educación un sistema pedagógico al que llamó sistema preventivo y que sigue siendo en la actualidad motivo de estudio.

Una de las teorías que surge durante el siglo XIX en Italia es la del sistema preventivo concebida por Don Bosco en sus obras de educación para niños de la calle y niños trabajadores. Aunque su nombre se identifica como el padre de dicho sistema, lo cierto es que ya desde el siglo XVII se habían vivido experiencias similares, aunque no sistematizadas. La idea de Don Bosco influiría en los países meridionales de Europa y en América Latina especialmente en donde se fundaron sus obras educativas y serían un gran aporte al desarrollo de la educación en el siglo siguiente. Don Bosco expone como características de dicho sistema la paciencia basada en el amor filial que el educador debe sentir por sus pupilos y su presencia constante que acompañe el proceso educativo del formando. La norma debe ser anunciada y recordada con el ánimo de evitar que el estudiante caiga en la violación de la misma y es de ahí que nace el nombre de "preventivo", es decir, la educación es un sistema que previene al joven de caer en problemas. Respecto del sistema preventivo de Bosco, dice Lemoyne:

"La disciplina estaba basada en una confianza mutua entre el profesor y el alumno; si la corrección era necesaria, había, según el pensamiento de Bosco, un momento psicológico para ello. Ante todo, "la escuela no era el fin; era más bien el instrumento para mejorar en la vida", decía.

De acuerdo al pensamiento de Don Bosco, este consiste en hacer conocer a los alumnos la ley con las sanciones referenciadas, y después estar atentos para descubrir a los transgresores de la misma y aplicar la sanción.
Lógicamente dentro del sistema preventivo de Bosco el papel de la religión jugaba un papel primordial. El pedagogo indio José Kuttianimattathil, al analizar este método, distingue cuatro tendencias:
1. Tendencia estática: aquella que identifica la prevención con la protección negativa, la paternidad con el paternalismo, la asistencia educativa con la supervisión disciplinaria. Dicho pensamiento parte del supuesto de que el ser humano es malo por naturaleza o, desde una perspectiva religiosa, pecador por principio. Dice el estudioso asiático que los sistemas que parten de dicho principio se cierran por lo general a los avances de la ciencia y a los aportes que esta pueda dar a la educación en general.
2. Tendencia del comportamiento científico: por el contrario, esta parte del principio de que el ser humano es bueno por naturaleza y que es a causa de factores psicológicos que el educando se ve impedido para desarrollar su personalidad. Toda respuesta a los problemas del comportamiento humano y social del alumno se debe buscar sólo dentro de una lectura científica, especialmente desde la psicología y la sociología.
3. Tendencia integralista: parte del principio de que cada individuo está constituido por tres dimensiones: cada persona es un ser social, un ser religioso sin importar la posición que asuma frente a la religión y un ser racional. Por lo tanto, la educación debe tener en cuenta estos tres aspectos y ser una propuesta integral que ayude al niño y al joven a crecer armónicamente como tal.
4. Tendencia religiosa:[9] esta perspectiva incluye la educación dentro de un sistema religioso que parte de la idea de la existencia del alma. En dicha concepción, no sólo se trata de reconocer al ser humano como social, religioso y racional, sino además espiritual, elemento que juega un papel determinante en el tipo de educación que se imparte y en la manera en que se concibe la disciplina. El comportamiento humano no tendría por lo tanto sólo consecuencias sociales, sino morales. Para Bosco, por lo tanto, el sistema preventivo sería más que un método, un estilo de vida.

### En la actualidad

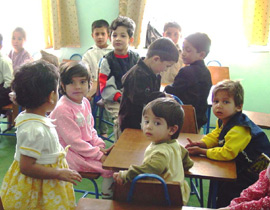
En la mayoría de los países occidentales domina en la actualidad una perspectiva que recomienda que la disciplina se debe centrar sobre la promoción de los valores positivos del alumno.

Los teóricos occidentales de la educación recomiendan una disciplina que se centre en la promoción de los valores positivos, la consejería, el estímulo de las notas, puntajes y otros similares que tengan influencia directa con el comportamiento del educando. Cuando los estímulos positivos no tienen éxito, el educador debería adoptar medidas que entran en el terreno de la sanción pero que incluyen suspensiones, detenciones y expulsiones de la escuela, entre otras cosas similares.
La disciplina en una escuela tiene en el fondo como propósito el respeto que el alumno debe guardar hacia el educador de manera que se garantice de manera armoniosa la consecución de los logros educativos. 
Durante el siglo XX la educación sufrió una profunda transformación en todos los países occidentales que afectaron la concepción de disciplina. Se impuso por ejemplo la educación mixta sobre las escuelas unisex especialmente en los Estados Unidos lo que creó otro tipo de ambiente en un aula que durante el siglo XIX y la primera mitad del XX estaba dirigida especialmente a los varones. En América Latina y con los procesos de apertura económica iniciados por los diferentes estados del hemisferio, se hizo un cambio radical entre una educación conservadora y rígida a una más influenciada por las escuelas teóricas de los EE.UU como señala el psicólogo chileno Rodrigo Cornejo Chávez de la Universidad de Chile: 

"Durante las últimas dos décadas se impulsan en Latinoamérica profundas y generalizadas reformas educativas (muy similares entre sí) y todas bajo el paraguas de un discurso centrado en transformar las prácticas pedagógicas, a la luz de las actuales evidencias sobre la naturaleza del proceso de enseñanza y aprendizaje. Estas evidencias planteaban la necesidad de superar una lógica transmisiva de contenidos escolares y recuperar el papel del alumno-sujeto en la construcción de sus propios conocimientos. Lo complicado, como venimos planteando es que, para transformar las prácticas pedagógicas, se emprende un radical proceso de desmantelamiento de los sistemas educativos nacionales y de reorganización de la forma en que las sociedades estructuran las instituciones dedicadas a la educación.

## Teorías y propuestas

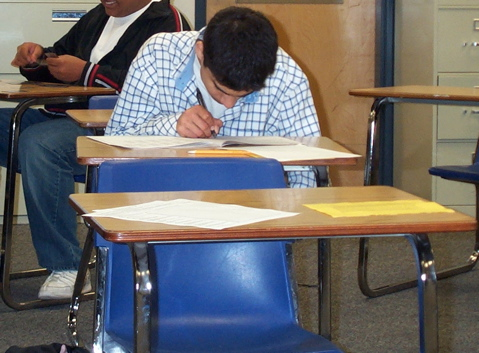
La disciplina sigue siendo materia de análisis desde diferentes ciencias sociales. Lo que sí es comúnmente aceptado es que dentro del aula de clases deben existir normas definidas que el alumno debe aceptar para alcanzar sus logros académicos.

Propuestas de disciplina escolar en la actualidad son por lo general fundamentadas en teóricos de la psicología y de la educación. Existe un buen número de teorías que conforman una comprensiva estrategia disciplinaria para todo un conglomerado educativo. Algunas propuestas célebres que pueden destacarse son las siguientes:
- Terapia de la realidad: diseñada por William Glasser, los profesores son invitados a hacer una clara conexión entre el comportamiento del estudiante y sus consecuencias con el fin de facilitar que los estudiantes realicen opciones positivas. Actividades como reuniones de clase, reglas claras de comunicación y la utilización de planes y contratos son recomendados.

La misma regla de responsabilidad entre estudiantes y profesores con énfasis en una educación más personalizada.
- Acercamiento positivo: parte también del respeto que el profesor debe por el estudiante y promueve el sentido de responsabilidad del estudiante al compartir con el adulto normas claras de comportamiento, espacios diarios para el éxito de logros y la administración de la suspensión escolar cuando el alumno no cumple la norma y las responsabilidades.

- Entrenamiento efectivo del educador: establece una clara división entre los problemas personales del profesor y los problemas personales del educando de manera que no sean involucrados y propone diferentes estrategias para responder a ellos. Los estudiantes aprenden a pensar en la solución de las situaciones conflictivas y en técnicas de negociación de conflictos.

- Análisis transaccional: diseñada para estudiantes con problemas de aprendizaje, enseña el uso de terminología apropiada y el ejercicio de situaciones que pretenden resolverse mediante los programas de consejería. Parte además de la noción de que la psique de cada persona incluye un componente infantil, adulto y paternal de este tipo de psicología de la educación.

- Disciplina asertiva: desarrollada por Lee Canter se focaliza en el derecho del profesor a definir y hacer cumplir los procedimientos a seguir ante el comportamiento del estudiante. Normas y un sistema de sanciones son las características principales.

- Propuesta adleriana: conocida así porque fue diseñada por el psicólogo Alfred Adler, se trata en realidad de la recopilación de diversos métodos de trabajo que enfatizan en la comprensión de las razones del individuo para su comportamiento y en la búsqueda de respuestas objetivas al mismo. Esta concepción ha tenido resultados positivos en áreas como el concepto de sí mismo, las actitudes y el control, pero los efectos en el comportamiento aún están inconclusos.

## La disciplina en las escuelas democráticas modelo Sudbury
Las escuelas democráticas modelo Sudbury aducen que la autoridad popularmente basada puede mantener el orden más efectivamente que la autoridad dictatorial, así en los gobiernos como en las escuelas. Asimismo aducen que en las escuelas democráticas modelo Sudbury el mantenimiento del orden público es más sencillo y más eficiente que en cualquier otro lugar. Esto es principalmente porque las varias reglas y reglamentos se han formulado por toda la comunidad, de ahí que el ambiente escolar es uno de persuasión y negociación, en vez de confrontación. Sencillamente no hay nadie con quien confrontarse. La experiencia de las escuelas democráticas modelo Sudbury muestra que una escuela que tiene leyes buenas y claras, promulgadas en forma justa y democrática por toda la comunidad de la escuela, y un buen sistema judicial para implementar esas leyes, será una escuela en la cual rige la disciplina comunitaria, y en la cual puede desarrollarse un concepto de ley y orden cada vez más sofisticado, comparado con otras escuelas hoy en día, en donde las reglas son arbitrarias, la autoridad es absoluta, los castigos son caprichosos, y los procesos apropiados de ley son desconocidos.
Ellas enfatizan que mucho más importante que las características externas del orden es la cuestión de las fuentes de la disciplina interna en cada individuo: como llega una persona a desarrollar la fortaleza interna y el carácter que proporcionan orden y coherencia a su vida, un hombre independiente que es apropiado para una república libre de ciudadanos recíprocamente iguales, un hombre capaz de tomar decisiones dentro de un marco racional y auto consistente — un hombre capaz de tratar y de ser tratado con respeto. 
Las escuelas democráticas modelo Sudbury afirman que el sello que caracteriza al hombre independiente es su habilidad de cargar con la responsabilidad y puesto que no hay forma de enseñar o entrenar a otra persona a ser autosuficiente — no hay técnica para obtener o transmitir estas cualidades. De ahí que la única forma por la cual una persona se convierte en responsable de sí mismo es el ser él mismo responsable de sí mismo, sin reservas o restricciones. La convivencia en la escuela se ha convertido en los últimos tiempos en un tema importante de reflexión a tenor con el contexto humano, económico, social y cultural que afectan el equilibrio de la sociedad con variadas expresiones de violencia e inseguridad.
A la escuela que hasta hace unas décadas brindaba una educación homogénea, cuyo interés se centraba primordialmente en los temas de estudios y de las normas de disciplina para el desarrollo del estudiante conjugando las ciencias con las humanidades, le ha seguido una escuela, que sin descuidar esos temas, toman fuerza los vínculos y las relaciones interpersonales, la apertura de la escuela a los reclamos de los contextos históricos y por ende con la necesidad de construir una convivencia que haga posible los aprendizajes democráticos de respeto y participación junto con la formación ética de los estudiantes y su relación con el desarrollo del país.
Por lo cual las escuelas democráticas modelo Sudbury están estructuradas en forma tal que todas las trampas del apoyo externo que son un refugio para al débil, todas las trampas de la autoridad externa que sustituyen a la auto dirección interna, todas las trampas de la presión moral externa que sustituyen al desarrollo moral interno, toda la bien intencionada parafernalia que ha debilitado y frecuentemente paralizado la voluntad individual de los alumnos y de los maestros por igual, no están presentes. Las escuelas democráticas del modelo Sudbury afirman que en sus escuelas, la unidad básica de construcción es el individuo responsable, cuyo sentido de su vida se deriva de haber superado, con su propio esfuerzo, los grandes obstáculos, errores y tentaciones que han sido sembrados en su camino y a cuya existencia se le ha dado forma por sus propios esfuerzos creativos.